# Ксенофонтова, Людмила Петровна
Людмила Петровна Ксенофонтова (30 апреля 1927, СССР — 24 июня 2010, Санкт-Петербург) — советская и российская актриса кино. Заслуженная артистка Российской Федерации (1996).

## Биография
Родилась 30 апреля 1927 года.
Актриса киностудии «Ленфильм».
Мастер эпизода. Амплуа актрисы — острохарактерные роли. Также занималась дублированием и озвучиванием фильмов.
Заслуженная артистка Российской Федерации (1996).
Скончалась на 84-м году жизни 24 июня 2010 года в Санкт-Петербурге.
Похоронена на Богословском кладбище Санкт-Петербурга.

## Фильмография
- 1966 — В городе С. — гостья
- 1971 — Прощание с Петербургом — эпизод
- 1971 — Шельменко-денщик — гостья на свадьбе
- 1972 — Дела давно минувших дней… — дама у афишной тумбы
- 1972 — Последние дни Помпеи — жена Бабина
- 1973 — Капитан (короткометражный) — пассажирка с плачущей девочкой
- 1973 — Открытая книга — Мелкова
- 1974 — Одиножды один — женщина на свадьбе, накрывала стол
- 1974 — Последний день зимы — эпизод
- 1974 — Сержант милиции (ТВ) — Ариадна Ивановна, соседка Петуховых (2-я серия)
- 1975 — Звезда пленительного счастья — мать декабриста
- 1975 — Одиннадцать надежд — болельщица
- 1975 — Призвание — эпизод
- 1976 — Синяя птица (СССР/США) — Удовольствие Ничего Не Знать
- 1976 — Строговы (ТВ) — Аграфена Ивановна (4-я серия), в остальных сериях — деревенская баба
- 1977 — Золотая мина — Ксения Николаевна, пациентка хирурга-косметолога Подниекса («Значит, юный овал?»)
- 1977 — Стоит ли торопиться? (короткометражный)
- 1978 — Встречи. Новелла 3. Тряпки — мать
- 1978 — Поздняя встреча — ветеран войны
- 1978 — Уходя — уходи — покупательница сапог, в подъезде с мужем Георгием примеряет сапог: «Как не продаются? А чего ж тогда голову морочишь? Ходят тут всякие…психи.»
- 1979 — Крутой поворот — Нина Васильевна, соседка
- 1979 — Летучая мышь — гостья на балу
- 1979 — Незнакомка
- 1979 — Путешествие в другой город — прохожая в пёстром костюме и фиолетовой косынке
- 1980 — Государственная граница. Фильм 1. Серия 2. «Мы наш, мы новый…» — эмигрантка с золотыми монетами (в титрах указан как — Н. Ксенофонтова
- 1980 — Последний побег — поющая гостья
- 1980 — Тайное голосование — покупательница пиломатериалов
- 1981 — Женщина в белом — эпизод
- 1981 — Пропавшие среди живых — владелица красных «Жигулей»
- 1981 — Служа Отечеству — графиня
- 1981 — Трижды о любви — баба Клава
- 1981 — Это было за Нарвской заставой — миссионерка
- 1982 — Не ждали, не гадали! — эпизод
- 1983 — Мера пресечения — мать Павла
- 1983 — Средь бела дня… — свидетельница
- 1983 — Я тебя никогда не забуду — жена Акопяна
- 1984 — Аплодисменты, аплодисменты… — актриса
- 1984 — Макар-следопыт — дама в рюшах и с вуалеткой на улице у кладовой, и в пеньюаре с тазиком с водой в штабе («Ой, какой прелестный пёсик!»)
- 1984 — Меньший среди братьев — Ариадна Алексеевна Баранова, жена Первухина
- 1984 — Прохиндиада, или Бег на месте — гостья на свадьбе
- 1985 — Вот моя деревня… — покупательница («Брюква…Напомните как её едят!»)
- 1985 — Тётя Маруся — женщина у лифта
- 1987 — Джек Восьмёркин — «американец» — эксперт химической лаборатории (2-я серия)
- 1987 — Мой боевой расчёт — милиционер
- 1987 — Среда обитания
- 1987 — Три лимона для любимой — пассажирка в ленинградском аэропорту
- 1988 — Все кого-то любят… — эпизод
- 1988 — Полёт птицы — соседка
- 1988 — Предлагаю руку и сердце — певица на съёмках
- 1989 — Дон Сезар де Базан
- 1989 — Похищение чародея — Мария, тётка Магдалены
- 1989 — Штаны — учительница, эксперт на просмотре видеофильма
- 1990 — Битва трёх королей (СССР, Марокко, Испания, Италия) — служанка в гареме султана
- 1991 — Действуй, Маня!
- 1992 — Лестница света
- 1992 — Третий дубль — эпизод
- 1993 — Вива, Кастро!
- 1993 — Мадемуазель О. (Россия, Франция)
- 1993 — Мне скучно, бес — Мегера во фламандском духе
- 1993 — Пленники удачи — женщина на танцах на Новогоднем вечере
- 1996 — Возвращение «Броненосца» (Беларусь/Россия) — эпизод
- 1996 — Музыка любви. Неоконченная любовь (ТВ) (Франция/Германия)
- 1997 — Цирк сгорел, и клоуны разбежались — женщина на церемонии прощания / гостья на вечеринке
- 1999 — Улицы разбитых фонарей-2. 4-я серия. Визит к доктору (ТВ) — соседка Петрова
- 2000 — Империя под ударом. 10-я серия. Бастард (ТВ) — Маргарита Львовна
- 2000 — Охота на Золушку. 9-я серия (ТВ) — эпизод
- 2000 — Убойная сила-1. 2-я серия. Рикошет (ТВ) — торговка
- 2000—2004 — Вовочка — жена аптекаря
- 2000—2004 — Чёрный ворон — Сара Моисеевна
- 2002 — Агентство «Золотая пуля» 10-я серия. Дело о пропавшем бизнесмене (ТВ) — хозяйка притона
- 2002 — Время любить — эпизод
- 2002 — Ниро Вульф и Арчи Гудвин. Фильм № 5. Воскреснуть, чтобы умереть (ТВ) — эпизод
- 2002 — Русский спецназ — женщина в универсаме
- 2004 — Иванов и Рабинович — отъезжающая в ОВИРе
- 2005 — Sказка O Sчастье — хозяйка пекинеса
- 2005 — Бандитский Петербург. Часть седьмая. Передел. Первая серия (ТВ) — эпизод
- 2006 — Женская логика — 5 (ТВ) — старушка
- 2006 — Мечта — эпизод
- 2007 — Тайны следствия −7. Фильм 4. Родственные узы (ТВ) — Карелия Якубович
- 2009 — Улицы разбитых фонарей-9. 30-я серия. Фавориты фортуны (ТВ) — Мира Григорьевна, уфолог